# 하나님의 아들들
하나님의 아들들(Sons of God, Heb: bənê hā'ĕlōhîm, בני האלהים)이란 히브리어 성경과 외경에서 사용된 문구이다. 또한 이 문구는 유대인의 천사 계층 구조에서 베네 엘로힘(Bene elohim)으로 역할되었는데 카발라에 나온다.

## 히브리어 성경

### 창세기 6장 본문
| (6:1) | 땅 위에 사람이 불어나면서부터 그들의 딸들이 태어났다 |

| (6:2) | 하나님의 아들들이 그 사람의 딸들을 보고 마음에 드는 대로 아리따운 여자를 골라 아내로 삼았다. |

| (6:3) | 그래서 야훼께서는 "사람은 동물에 지나지 않으니 나의 입김이 사람들에게 언제까지나 머물러 있을 수는 없다. 사람은 백이십 년밖에 살지 못하리라." 하셨다. |

| (6:4) | 그 때 그리고 그 뒤에도 세상에는 2)네피림이라는 거인족이 있었는데 그들은 하느님의 아들들과 사람의 딸들 사이에서 태어난 자들로서 옛날부터 이름난 장사들이었다. |

#### 우가릿 텍스트
클라우스 베스터만은 우가릿 문서에 근거하여 브네 엘(bn 'il)은 우가릿 바알 써클에서 나타나는 문구라고 한다. .

## 같이 보기
- 아눈나키
- 대천사

## 참고 문헌
- Douglas, J.D.; Tenney, Merrill C.; Silva, Moisés (2011). 《Zondervan Illustrated Bible Dictionary》 Revis판. Grand Rapids, Mich.: Zondervan. ISBN 0310229839.
- Davies, essays in honour of John F.A. Sawyer. ed. by Jon (1995). 《Words remembered, text renewed》. Sheffield: JSOT Press [u.a.] ISBN 1850755426.
- Darshan,Guy “ The Story of the Sons of God and the Daughters of Men: Gen.6:1-4 and the Hesiodic Catalogue of Women”, Shnaton: An Annual for Biblical and Ancient Near Eastern Studies 23 (2014), 155-178 (in Hebrew; Eng. abstract)
- DDD, Editors: Karel van der Toorn, Bob Becking, Pieter W. van der Horst, (1998). 《Dictionary of deities and demons in the Bible (DDD)》 2., extensively rev.판. Leiden: Brill. ISBN 9004111190.
- Jackson, David R. (2004). 《Enochic Judaism》. London: T&T Clark International. ISBN 0826470890.
- Wright, Archie T. (2004). 《The origin of evil spirits the reception of Genesis 6.1-4 in early Jewish literature》. Tübingen: Mohr Siebeck. ISBN 3161486560.
- Bamberger, Bernard J. (2006). 《Fallen angels : soldiers of satan's realm》 1. paperback판. Philadelphia, Pa.: Jewish Publ. Soc. of America. ISBN 0827607970.
- Jung, Rabbi Leo (2004). 《Fallen angels in Jewish, Christian, and Mohammedan literature》. Whitefish, MT: Kessinger Reprints. ISBN 0766179389.